# Craspedoxanthitea
Craspedoxanthitea este un gen de muște din familia Tephritidae.

Cladograma conform Catalogue of Life:
| Craspedoxanthitea | \| \| Craspedoxanthitea flaviseta \| \| \| \| \| \| Craspedoxanthitea indistincta \| \| \| \| |
|                   | \| \| Craspedoxanthitea flaviseta \| \| \| \| \| \| Craspedoxanthitea indistincta \| \| \| \| |
|                   | Craspedoxanthitea flaviseta                                                                   |
|                   |                                                                                               |
|                   | Craspedoxanthitea indistincta                                                                 |
|                   |                                                                                               |